# Accord de Karlsruhe
L'accord de Karlsruhe, en allemand Karlsruher Übereinkommen, est un accord de renforcement de la coopération transfrontalière signé le 23 janvier 1996 entre l'Allemagne, la France, le Luxembourg et la Suisse.

## Histoire

### Contexte
À la fin des années 1980, la coopération entre d'une part, l'Alsace et la Lorraine, et d'autre part les Länder allemands limitrophes du Bade-Wurtemberg, de la Rhénanie-Palatinat et de la Sarre, incite les deux gouvernements français et allemand à prendre des mesures juridiques en vue de favoriser cette coopération. Un accord bilatéral est signé en 1994 entre les deux pays. Toutefois, il apparaît rapidement que cet accord doit être étendu aux deux autres pays riverains des régions françaises, soit le Luxembourg et la Suisse,.

### Ratification
En France, la ratification de l'accord intervient le 5 février 1997 lors du vote de la loi n° 97-103. Toutefois, des parlementaires font remarquer en 1998 que le décret d'application, paru le 22 août 1998 au Journal officiel, ne précise pas les modalités de mise en œuvre de cet accord, notamment en ce qui concerne le régime juridique des groupements locaux de coopération transfrontalière. De ce fait, les collectivités territoriales sont contraintes de solliciter l'accord de l'État afin de conférer une existence légale aux groupements qu'elles envisagent de créer. La réponse du gouvernement Lionel Jospin est que les traités ont, en vertu de l'article 55 de la Constitution, « une autorité supérieure à celle des lois », ce qui confère aux collectivités volontaires un droit d'initiative, tout en restant soumises au contrôle de légalité de droit commun, qu'il appartient au représentant de l'État de vérifier, notamment quant à la concordance de l'objet de la convention avec les compétences effectivement exercées par la collectivité concernée.
En Allemagne, le traité est ratifié le 23 juin 1997 et cette ratification est publiée le 2 juillet suivant.

### Extensions postérieures
Le cadre géographique du traité s'élargit au bout de quelques années, notamment en Suisse et en France. En ce qui concerne la Suisse, les cantons concernés sont ceux de Soleure, de Bâle-Ville, de Bâle-Campagne, d'Argovie et du Jura. Par la suite, le canton de Schaffhouse y adhère également le 4 mars 2003, puis ceux de Genève, de  Vaud, du Valais, de Fribourg, de Berne, de Neuchâtel, du Tessin et des Grisons souhaitent également rejoindre le traité.
Pour la France, ce sont les régions Franche-Comté et Rhône-Alpes qui adhèrent au dispositif, par accord sous forme d'échange de notes prenant effet respectivement les 24 novembre 2003, 30 janvier, 2 avril et 29 juin 2004.

## Conséquences
Juridiquement, l'accord de Karlsruhe est une avancée importante en matière de coopération transfrontalière. Il reconnaît en effet le fait territorial en tant que pivot de la coopération transfrontalière, puisqu'il s'applique expressément aux collectivités qu'il concerne, collectivités qui ont désormais la liberté de conclure, dans leur domaine de compétences, des accords transfrontaliers sans nécessiter l'accord de leurs gouvernements respectifs. Les juristes qui se penchent sur ce texte prévoient que son extension future à la Wallonie pourrait lui donner un cadre encore plus large du fait des compétences plus décentralisées qu'a cette région.
Des initiatives ayant fleuri au cours de la décennie qui précède la signature du traité accèdent, du fait de la ratification de celui-ci par les États signataires, à une légitimité juridique. C'est par exemple le cas de l'Eurozone située à cheval sur la Moselle et la Sarre dans l'ancien pays minier entourant Forbach. Créée en 1994, cette structure est à ses débuts dépourvue de cadre juridique, mais l'accord de Karlsruhe permet aux collectivités locales parties prenantes de prendre des initiatives en ce sens et de fonder un groupement européen de coopération territoriale.
De même, le futur eurodistrict Pamina est esquissé dès le 10 janvier 1991. Mais c'est la signature bde l'accord de Karlsruhe qui permet le 18 avril 1997 celle de l'accord de coopération portant sur la création de la Communauté de travail Pamina, dont les statuts sont politiquement validés le 20 octobre 2000. Dès le 17 décembre 2001, la volonté d'accroissement du travail commun aboutit à la signature d'une convention de coopération renforcée. Cette démarche se concrétise enfin pleinement en 2008 avec la création formelle de l'eurodistrict,,,.
En 2013, le Grand Genève prend le statut de Groupement local de coopération transfrontalière grâce à cet accord.